# Uroleucon pyrethri
Uroleucon pyrethri är en insektsart. Uroleucon pyrethri ingår i släktet Uroleucon och familjen långrörsbladlöss. Inga underarter finns listade i Catalogue of Life.